# Tawakkol Karman
Tawakkol Karman (in arabo توكل كرمان‎?, Tawakkol Karmān; Ta'izz, 7 febbraio 1979) è una politica e attivista yemenita, membro del partito Al-Islah (Congregazione Yemenita per la Riforma, la branca yemenita dei Fratelli Musulmani) e leader dal 2005 del movimento Ṣaḥafiyyāt bilā quyūd (in arabo صحفيات بلا قيود‎?, Giornaliste senza catene), gruppo umanitario da lei creato.
Nel 2011 ha ricevuto assieme alle liberiane Ellen Johnson Sirleaf e Leymah Gbowee il Premio Nobel per la pace "per la loro battaglia non violenta a favore della sicurezza delle donne e del loro diritto alla piena partecipazione nell'opera di costruzione della pace".

## Biografia
Figlia di ʿAbd Al-Salām Khālid Karmān, leader dei Fratelli Musulmani, ministro degli Affari Giuridici ed ex membro del Consiglio della Shura dello Yemen, Tawakkul Karmān si tolse il niqāb (velo semi-integrale) alla Conferenza sui diritti umani del 2004 e da allora ha esortato "le altre donne e le attiviste a levarselo".

### Giornaliste senza catene
Crea il gruppo di difesa dei diritti dell'uomo Giornaliste senza catene nel 2005, per difendere in prima istanza la libertà di pensiero e d'espressione. A causa della sua denuncia del divieto da parte del ministero dell'Informazione di creare un nuovo giornale e una radio, ha ricevuto minacce e tentativi di corruzione da parte delle autorità yemenite per telefono e posta. Dal 2007 al 2010 partecipa direttamente o indirettamente a manifestazioni e sit-in in Piazza della Libertà a Ṣanʿāʾ, di fronte all'edificio del Governo.

### Rivoluzione del 2011
Durante le sommosse popolari nello Yemen del 2011, Tawakkul Karman organizza raduni di studenti nella capitale yemenita per protestare contro il dittatore ʿAlī ʿAbd Allāh Ṣāleḥ e il suo governo. È arrestata, poi liberata sulla parola il 24 gennaio. Prende la testa di un nuovo raduno il 29 gennaio e lancia un appello per un "giorno di collera" per il 3 febbraio ispirato a quello della rivoluzione egiziana del 2011, a sua volta provocato dalle sommosse popolari in Tunisia del 2010-2011.
È nuovamente arrestata il 17 marzo nel corso di una nuova manifestazione.
Il 18 giugno scrive un articolo intitolato "La rivoluzione incompiuta dello Yemen" per il New York Times, in cui attacca gli Stati Uniti e l'Arabia Saudita per il loro sostegno al regime "corrotto" di Saleh in Yemen, in quanto essi «usano la loro influenza per garantire che i membri del vecchio regime rimangano al potere e perché lo status quo sia mantenuto. Le agenzie statunitensi di controterrorismo e il governo saudita hanno una salda presa sullo Yemen al momento. Sono esse, e non il popolo yemenita e le sue istituzioni costituzionali, che controllano il Paese».
Karman critica anche l'intervento USA in Yemen come un sottoprodotto della cosiddetta guerra al terrore e l'attentato dinamitardo all'incrociatore statunitense USS Cole che ha portato al sostegno finanziario e militare alle strutture delegate alla sicurezza dello Yemen, quali le Forze Centrali di Sicurezza, l'Agenzia Nazionale di Sicurezza e la Guardia Repubblicana, che sono tutte sotto il controllo della famiglia di Saleh, che così è libera - la Karman sostiene - di commettere ogni violazione dei diritti dell'uomo. Pertanto, secondo la Karman, la democrazia nello Yemen dipenderà dalla politica estera degli Stati Uniti nella regione.
Invita quindi «i funzionari statunitensi a sostenere i leader del movimento democratico yemenita e ad abbandonare i loro mal concepiti investimenti sull'apparato di sicurezza del vecchio regime di Saleh, che ha ucciso molte più donne e bambini innocenti dei terroristi... Chiediamo solo che voi rispettiate le regole internazionali sui diritti umani e i diritti del popolo yemenita alla libertà e alla giustizia. A nome di molti dei giovani coinvolti nella rivoluzione dello Yemen, io assicuro il popolo americano che siamo pronti a partecipare a un'autentica partnership. Insieme possiamo eliminare le cause dell'estremismo e la cultura del terrorismo mediante un rafforzamento della società civile e l'incoraggiamento dello sviluppo e della stabilità».

## Premio Nobel per la pace 2011

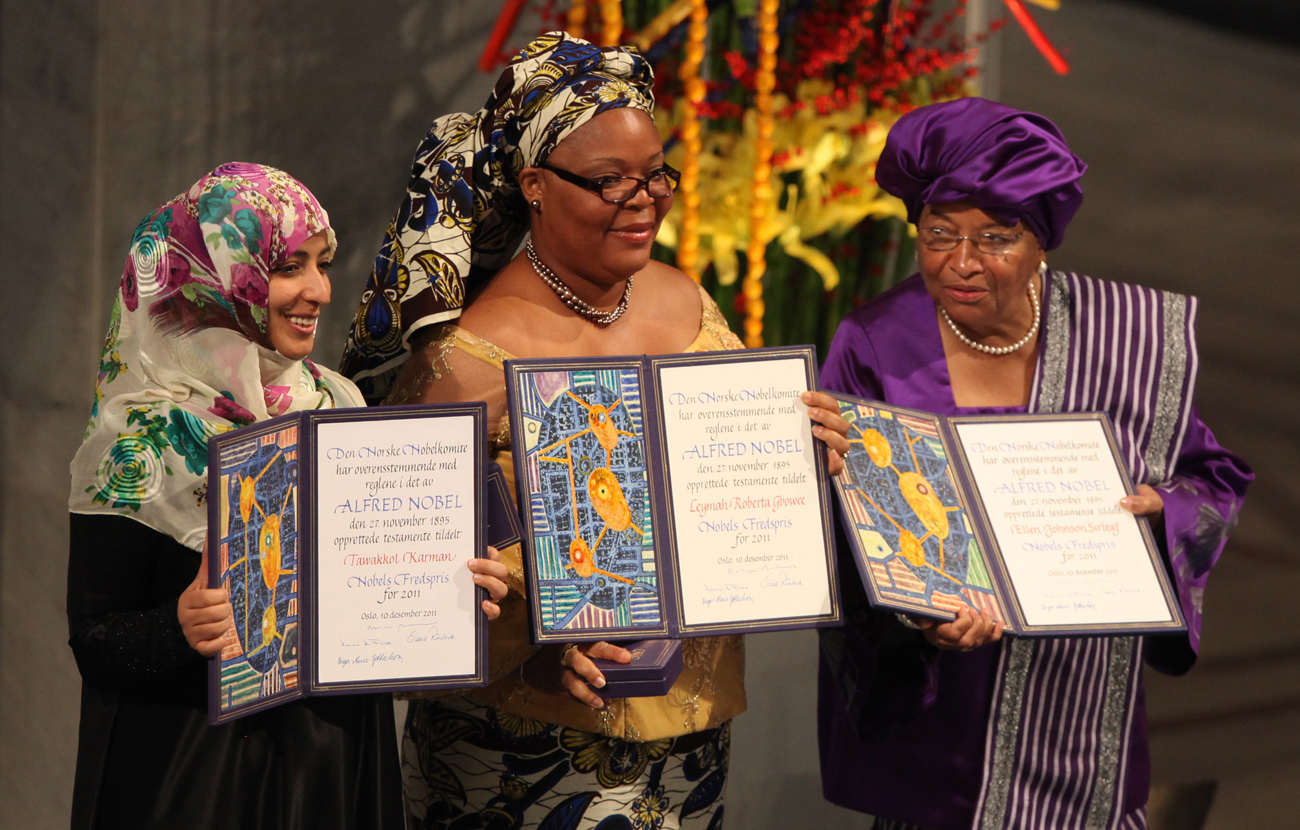
Da sinistra a destra: Tawakkul Karman, Leymah Gbowee, e Ellen Johnson Sirleaf mostrano il premio durante la cerimonia del Premio Nobel per la Pace, 10 Dicembre 2011

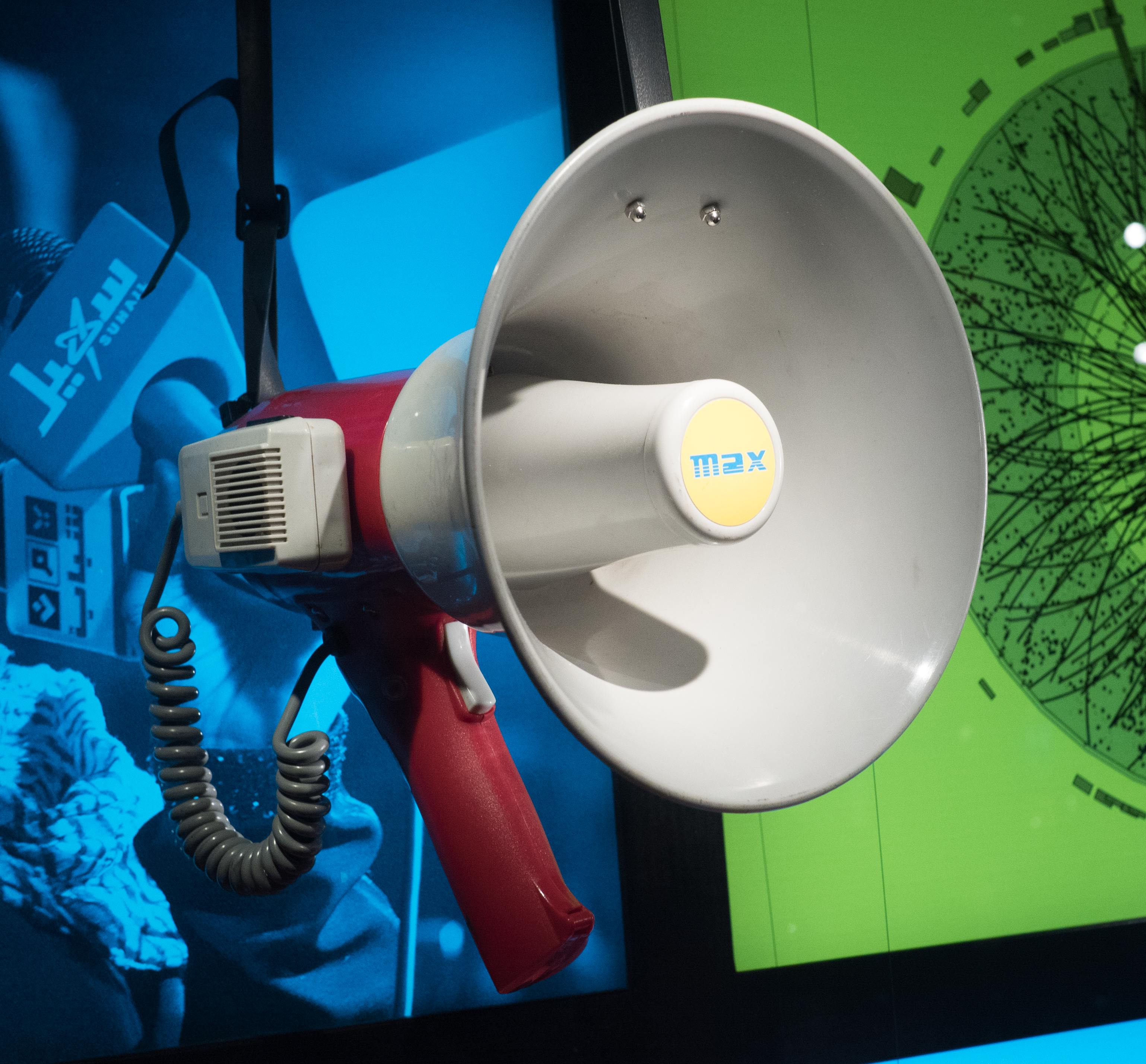
Il megafono della Karman al Museo Nobel

Karman, insieme a Ellen Johnson Sirleaf e Leymah Gbowee, è stata insignita del Premio Nobel per la Pace 2011 “per la lotta non violenta per la sicurezza delle donne e per il loro diritto a partecipare pienamente al processo di costruzione della pace” ." Della Karman, il Comitato Nobel ha detto: “Nelle circostanze più difficili, sia prima che durante la “primavera araba”, Tawakkul Karman ha svolto un ruolo di primo piano nella lotta per i diritti delle donne, la democrazia e la pace nello Yemen”. Il Comitato Nobel ha citato la risoluzione 1325 del Consiglio di sicurezza delle Nazioni Unite, adottata nel 2000, che riconosce come donne e bambini subiscano gravi conseguenze a causa della guerra e dell’instabilità politica, e sottolinea l’importanza di aumentare la partecipazione e il ruolo delle donne nelle attività di pace e pacificazione; inoltre, “invita tutti gli attori coinvolti, nel negoziare e attuare accordi di pace, ad adottare una prospettiva di genere”. Karman è stata la prima donna araba e la persona più giovane all'epoca ad aver ricevuto il Premio Nobel per la Pace e la seconda donna musulmana della categoria. All'annuncio del premio, il presidente del comitato Thorbjørn Jagland ha dichiarato: “Non possiamo raggiungere la democrazia e una pace duratura nel mondo se le donne non ottengono le stesse opportunità degli uomini di influenzare gli sviluppi a tutti i livelli della società”. Ha poi aggiunto che il premio era “un segnale molto importante per le donne di tutto il mondo”  e che, nonostante gli eventi della Primavera araba, “abbiamo osservato molti altri sviluppi positivi nel mondo.Trovo un po' strano che i ricercatori e altri non li abbiano visti”. In precedenza aveva affermato che il premio di quest'anno sarebbe stato «molto prestigioso... ma allo stesso tempo molto unificante e non avrebbe suscitato reazioni così forti da parte di un singolo Paese come è successo l'anno scorso con Liu Xiaobo». Il premio 2011 sarà diviso in parti uguali tra i tre vincitori  per un totale di 10 milioni di corone svedesi. In risposta al premio, Karman, mentre era accampata a Sana'a durante le proteste antigovernative in corso, ha dichiarato: "Non me l'aspettavo. È stata una sorpresa totale. È una vittoria per gli arabi di tutto il mondo e una vittoria per le donne arabe“ e che il premio è una ”vittoria della nostra rivoluzione pacifica. Sono così felice e dedico questo premio a tutti i giovani e a tutte le donne del mondo arabo, in Egitto, in Tunisia. Non possiamo costruire il nostro Paese né alcun altro Paese al mondo senza la pace“ aggiungendo che era anche per ”la Libia, la Siria e lo Yemen e tutti i giovani e le donne, questa è una vittoria per la nostra richiesta di cittadinanza e diritti umani“, e che ”tutti gli yemeniti sono felici per il premio. La lotta per uno Yemen democratico continuerà“, e che ”lo dedico a tutti i martiri e i feriti della Primavera araba... in Tunisia, Egitto, Yemen, Libia e Siria e a tutte le persone libere che lottano per i propri diritti e le proprie libertà“  e ”lo dedico a tutti gli yemeniti che hanno preferito fare una rivoluzione pacifica affrontando i cecchini con dei fiori. È per le donne yemenite, per i manifestanti pacifici in Tunisia, Egitto e in tutto il mondo arabo". Ha anche affermato che non sapeva della sua candidatura e di aver appreso del premio dalla televisione.
Come molti yemeniti, Karman è stata costretta a lasciare il suo paese dopo la presa della capitale da parte dei ribelli Houthi in mezzo al deterioramento della situazione della sicurezza.
Dalla sua nuova casa a Istanbul (già nel 2012 il governo turco le aveva offerto la cittadinanza turca), Karman continua a parlare contro le ingiustizie commesse in Yemen, compresa la guerra condotta dalla coalizione a guida saudita-emiratino e gli attacchi con droni Usa nella sua patria.
Nel 2019 è stata premiata con The Asian Awards come imprenditrice sociale dell'anno.
Il 17 dicembre 2020, Karman ha raccontato che la sua casa e il suo ufficio sono stati razziati dagli Houthi e ne hanno preso il controllo dopo aver rubato i mobili.
Al 2024 siede nel Consiglio di vigilanza di Meta.

## Vita privata
È sposata con Mohammed al-Nahmi e madre di tre figli.

## Filantropia
Il 13 febbraio 2023, Tawakkol Karman ha costruito, insieme alla Presidenza turca per la gestione dei disastri e delle emergenze (AFAD), 50 rifugi temporanei per le vittime del brutale terremoto in Turchia e Siria del 6 febbraio 2023; la sua fondazione ha inoltre inviato convogli di soccorso nelle zone colpite dal sisma in Turchia e Siria.